# Redhill
Redhill è una cittadina di 25 751 abitanti della contea del Surrey, in Inghilterra.